# Риска
Рѝска (на английски: Risca; на уелски: Rhysga, Рѝсга) е град в Южен Уелс, графство Карфили. Разположен е около река Ебу на около 10 km на север от централната част на столицата Кардиф. Има жп гара. Населението му е 11 455 жители според данни от преброяването през 2001 г.